# Andrés Lillini
Andrés Luciano Lillini Coppari (ur. 13 sierpnia 1974 w San José de la Esquina) – argentyński trener piłkarski pochodzenia włoskiego.
Lillini w młodym wieku trenował w grupach juniorskich klubu CA Newell’s Old Boys, jednak był zmuszony zakończyć karierę piłkarską w wieku 23 lat z powodu kontuzji kolana. Zajął się wówczas pracą trenerską z młodzieżą, początkowo w swoim rodzinnym miasteczku San José de la Esquina w prowincji Santa Fe. Wyrobił licencję trenerską Asociación de Técnicos del Fútbol Argentino (ATFA). Niedługo potem wyjechał do Meksyku, gdzie w latach 2001–2006 był dyrektorem akademii juniorskiej klubu Monarcas Morelia, tworząc jej struktury praktycznie od podstaw. W latach 2007–2010 był z kolei koordynatorem sportowym słynnej akademii juniorskiej argentyńskiego giganta – stołecznego CA Boca Juniors. Za jego kadencji w pierwszej drużynie Boca zadebiutowali m.in. Éver Banega, Nicolás Gaitán, Facundo Roncaglia czy Leandro Paredes.
Następnie Lillini nie zdecydował się przedłużać kontraktu z Boca i przyjął ofertę pracy w pionie juniorskim CSKA Moskwa. W latach 2011–2014 był koordynatorem akademii juniorskiej rosyjskiego potentata, do której ściągnął w tamtym czasie m.in. Aleksandra Gołowina. Pomagał również trenerowi pierwszej drużyny w analizie rywali. Później pracował jako asystent szkoleniowca Mario Sciacquy najpierw w chilijskim San Luis Quillota (2015), a następnie w argentyńskim drugoligowcu Gimnasia y Esgrima Jujuy (2016). W listopadzie 2017 został dyrektorem akademii juniorskiej meksykańskiego klubu Pumas UNAM. W lipcu 2020 objął funkcję tymczasowego trenera pierwszego zespołu Pumas po odejściu Míchela. Wobec fiaska rozmów zarządu z innymi trenerami, kilka tygodni później zdecydowano się pozostawić go na tym stanowisku do końca sezonu. W listopadzie 2020 został trenerem Pumas na stałe, podpisując dwuletnią umowę.